# Merak (Banten)
Merak è una città e porto commerciale di Cilegon, Banten, sulla costa nord occidentale dell'isola di Giava in Indonesia. Il porto è collegato a Giacarta a mezzo dell'autostrada a pagamento Jakarta-Merak Toll Road.

## Attività portuale
Il porto serve il più grande polo petrolchimico dell'Indonesia sito nella sua zona di influenza lungo la penisola di Merak. Nella zona sono ubicati più di quaranta impianti petrolchimici rispetto ai due esistenti nel 1990. Nel 2007 la Shell Oil ha annunciato la sua intenzione di espandere le sue attività portuali a Merak costruendo un deposito costiero del valore di 52 milioni di dollari.
Le esportazioni interne all'Indonesia vengono veicolate da una trafficatissima linea di traghetti da Merak a Bakauheni, attraverso il Stretto della Sonda sulla costa sud di Sumatra. La vetustà delle navi traghetto e la scarsità di infrastrutture sono la causa dell'inefficienza del porto per i trasporti nazionali.